# Abborrträsket (Sorsele socken, Lappland)
Abborrträsket är en sjö i Sorsele kommun i Lappland och ingår i Umeälvens huvudavrinningsområde. Sjön har en area på 0,298 kvadratkilometer och ligger 419,1 meter över havet.

## Delavrinningsområde
Abborrträsket ingår i det delavrinningsområde (727004-160889) som SMHI kallar för Inloppet i Östra Olsträsket. Medelhöjden är 426 meter över havet och ytan är 26,4 kvadratkilometer. Det finns inga avrinningsområden uppströms utan avrinningsområdet är högsta punkten. Olsbäcken som avvattnar avrinningsområdet har biflödesordning 4, vilket innebär att vattnet flödar genom totalt 4 vattendrag innan det når havet efter 318 kilometer. Avrinningsområdet består mestadels av skog (46 procent) och sankmarker (43 procent). Avrinningsområdet har 1,58 kvadratkilometer vattenytor vilket ger det en sjöprocent på 10,4 procent.